# Харакс

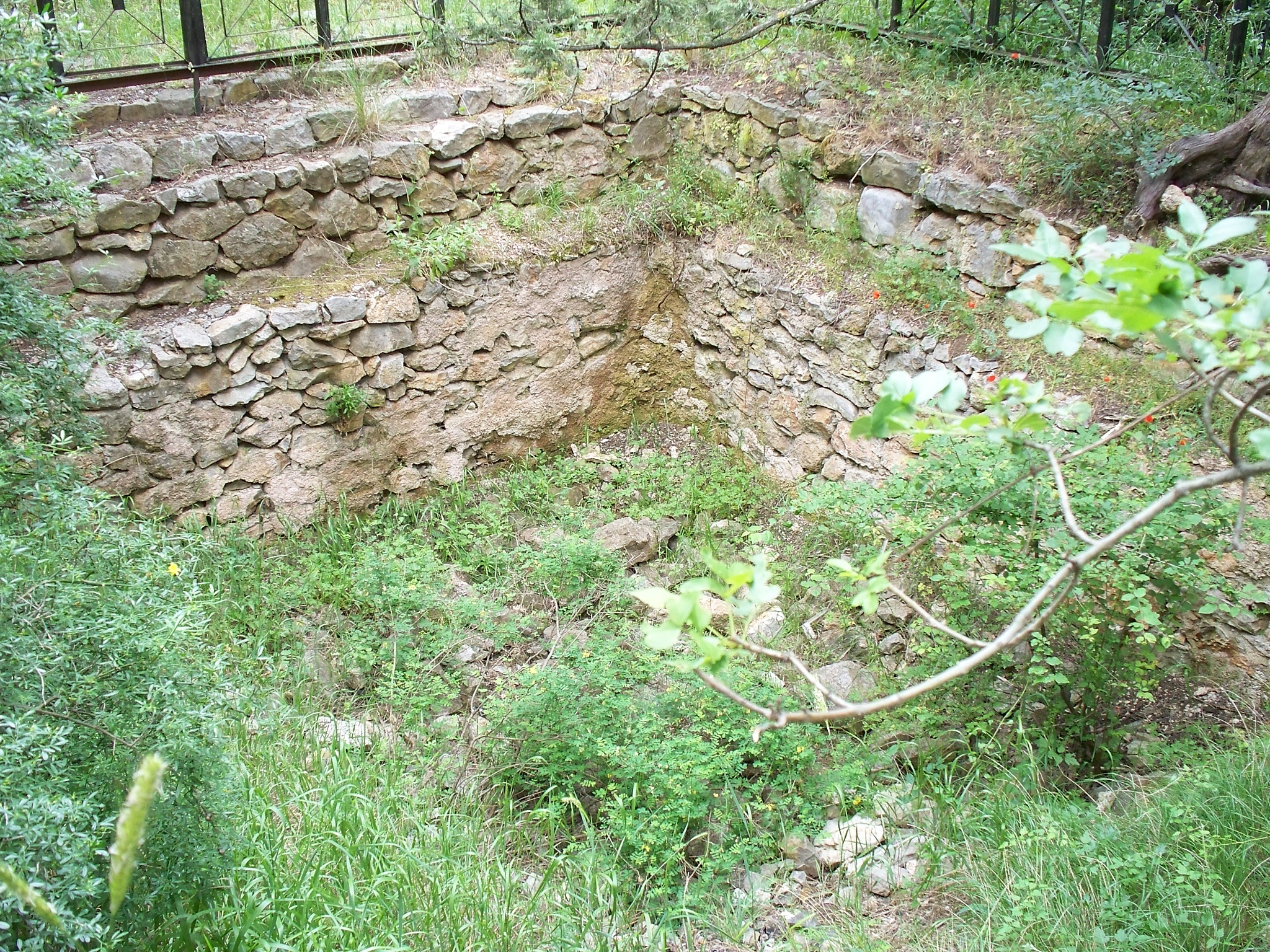
Залишки німфея в Хараксі

Харакс — римський укріплений військовий табір на мисі Ай-Тодор у Криму, за 8,5 км від Ялти, недалеко від Ластівчиного гнізда. Руїни фортеці знаходяться в селищі Гаспра на території кількох власників: санаторію «Дніпро», санаторію «Перлина», військової частини та маяка, який зараз контролюється Чорноморським флотом Російської Федерації.

## Історія
Табір заснований у 70-х на місці ранішого поселення таврів. Населення Хараксу складалося з хліборобів і ремісників (ковалі, ганчарі, міделиварники тощо). З кінця 1 до середини З віку у Хараксі містилася римська залога.
Пізніше фортеця була місцем переховування для навколишнього населення у тому числі готів.
Археологічні дослідження Хараксу розпочато у середині 19 ст. Розкопано фундаменти будинків, терми, німфей (водний басейн), оздоблений мозаїкою, водогін з череп'яних труб, стіни циклопічної кладки, що оточували укріплення; поза мурами фортеці виявлено святилище 2 сторіччя і готський некрополь 4 сторіччя.